# Fernando Gastón Córdoba
Fernando Gastón Córdoba (San Nicolás de los Arroyos, Buenos Aires, 12 de junio de 1974) es un exfutbolista argentino. Llegó a su mejor momento cuando ganó la Copa Libertadores de América y la Recopa Sudamericana, ambos títulos con el Club Olimpia de Paraguay.

## Clubes
| Club                    | País      | Año       |
| ----------------------- | --------- | --------- |
| Estudiantes de La Plata | Argentina | 1993-1996 |
| Racing                  | Argentina | 1996-1998 |
| Sampdoria               | Italia    | 1998-1999 |
| Colón                   | Argentina | 1999-2000 |
| Sporting Cristal        | Perú      | 2001      |
| Olimpia                 | Paraguay  | 2002-2003 |
| Quilmes                 | Argentina | 2004      |
| Belgrano                | Argentina | 2005      |

## Palmarés
| Título              | Club    | Sede        | Año  |
| ------------------- | ------- | ----------- | ---- |
| Copa Libertadores   | Olimpia | São Paulo   | 2002 |
| Recopa Sudamericana | Olimpia | Los Ángeles | 2003 |